# 梅萨克
梅萨克（法語：Messac，法語發音：[mesak]）是法国伊勒-维莱讷省的一个旧市镇，属于勒东区。2016年，梅萨克与市镇吉普里合并为新市镇吉普里-梅萨克。

## 地理
梅萨克（47°49'29"N, 1°48'31"W）面积41.64 平方千米，位于法国布列塔尼大區伊勒-维莱讷省，该省份为法国西北部沿海省份，位于布列塔尼半岛东部，北濒大西洋，西接阿摩尔滨海省和莫尔比昂省，南至大西洋卢瓦尔省，西南端接曼恩-卢瓦尔省，东临马耶讷省，东北与芒什省接壤。
与梅萨克接壤的市镇（或旧市镇、城区）包括：吉普里-梅萨克。
梅萨克的时区为UTC+01:00、UTC+02:00（夏令时）。

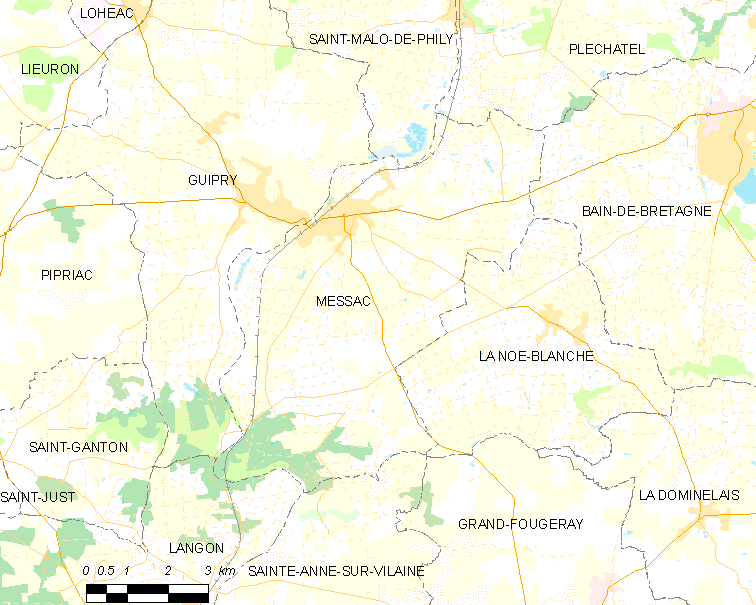
梅萨克的OSM定位图

## 行政
梅萨克的邮政编码为35480，INSEE市镇编码为35176。

## 政治
梅萨克所属的省级选区为勒东县。

## 人口

1962-2008年间梅萨克人口变化图示

梅萨克于2018年1月1日时的人口数量为3204人。